# La Saltimbanque

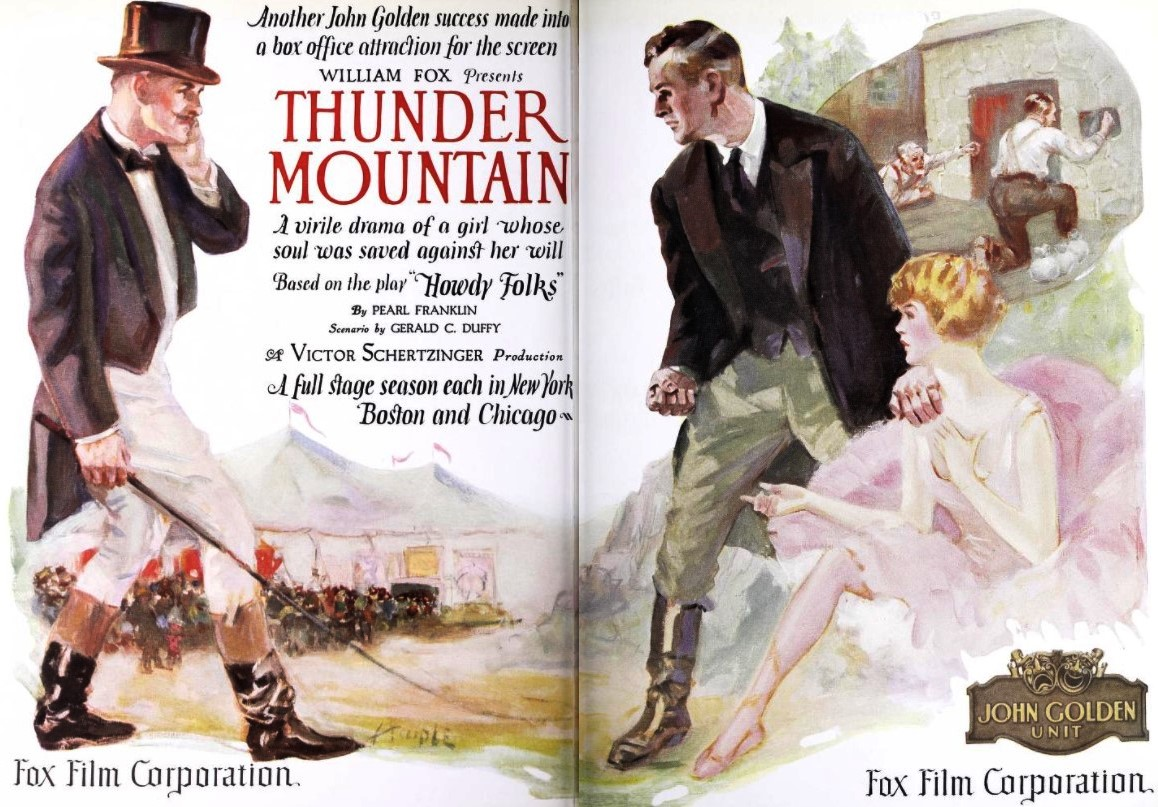
Annonce du film dans Exhibitors Herald.

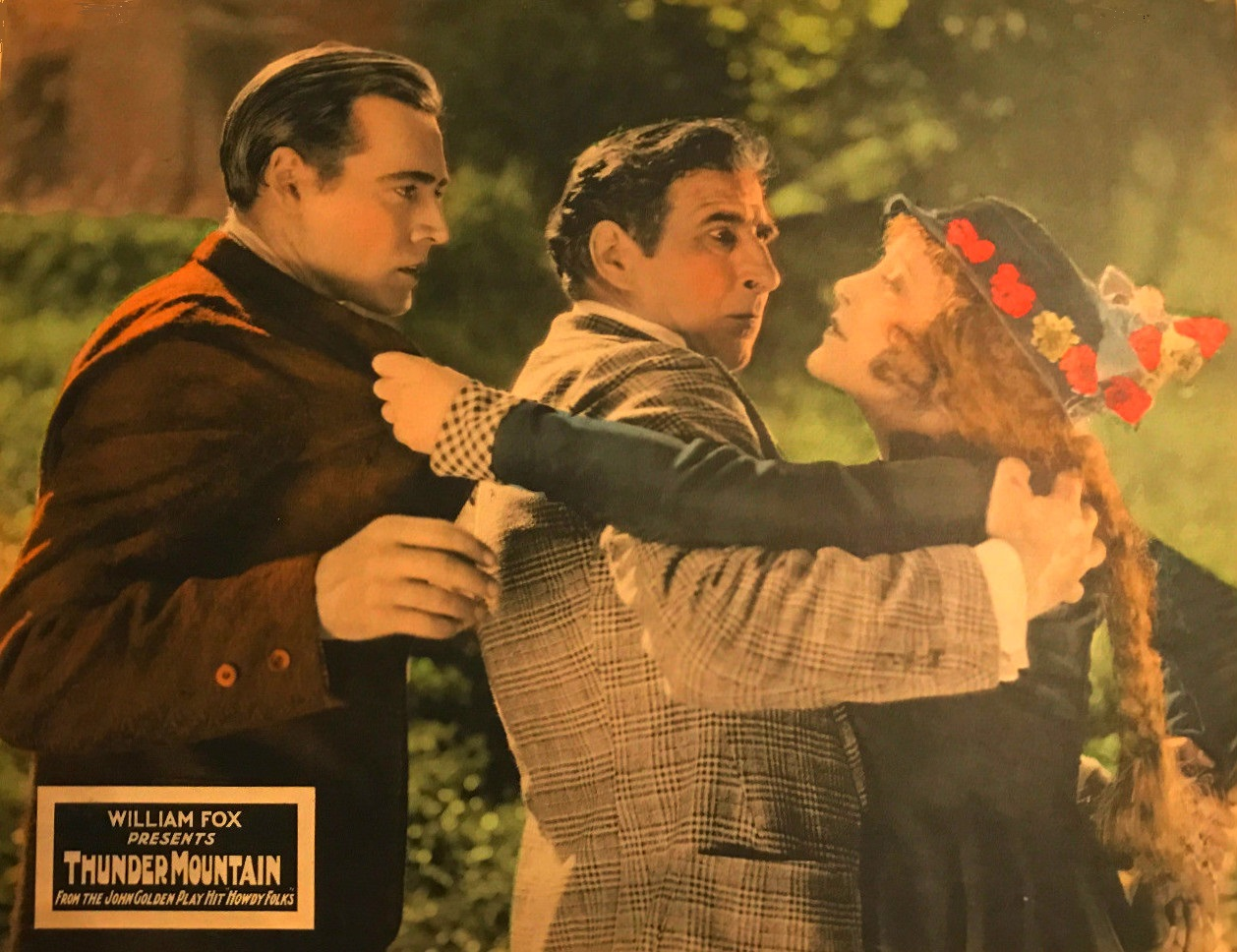
Carte promotionnelle du film.

 La Saltimbanque (Thunder Mountain) est un film américain réalisé par Victor Schertzinger et sorti en 1925.

## Synopsis
À Thunder Mountain, les habitants sont pauvres et analphabètes. Dans le village règne l'ignorance, et seul Si Pace, un usurier, possède un "livre". Une querelle divise deux familles, les Martin et les Given. Le pasteur convainc Sam Martin de quitter le pays pour aller faire ses études ailleurs. Le jeune homme revient trois ans plus tard, bien décidé à construire une école. Mais Pace refuse de lui prêter l'argent nécessaire. Sam rencontre Azalea, une jeune comédienne qui s'est échappée du cirque où son propriétaire la brutalisait.

## Fiche technique
- Titre original : Thunder Mountain
- Réalisation : Victor Schertzinger
- Scénario : Eve Unsell d'après la pièce Thunder de Peg Franklin et Elia W. Peattie (en)
- Photographie : Glen MacWilliams
- Production : Fox Film Corporation
- Distribution : Fox Film Corporation
- Genre : Mélodrame rural[1]
- Durée : 80 minutes (8 bobines)[2]
- Date de sortie : 11 octobre 1925

## Distribution
- Madge Bellamy : Azalea
- Leslie Fenton : Sam Martin
- Alec B. Francis : le prédicateur
- Paul Panzer : Morgan
- Arthur Housman : Joe Givens
- ZaSu Pitts : Mandy Coulter
- Emily Fitzroy : Ma MacBirney
- Dan Mason : Pa MacBirney
- Otis Harlan : Jeff Coulter
- Russell Simpson : Si Pace
- Natalie Warfield : Mrs. Coulter

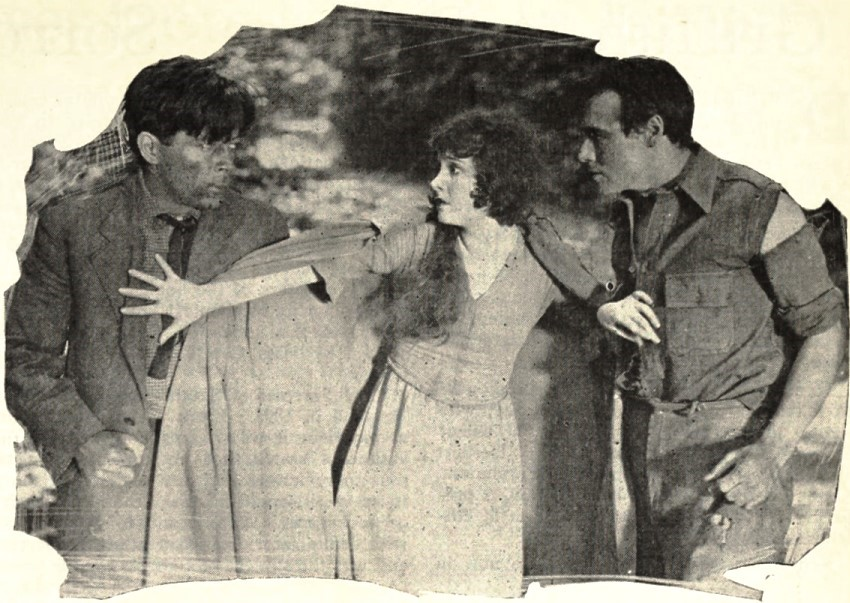
Paul Panzer, Madge Bellamy et Leslie Fenton.

- Carmencita Johnson : le bébé (non crédité)